# Jaime Meza
Jaime Meza (* 6. Januar 1926 in Cartago; † 15. Juni 2016 ebenda) war ein costa-ricanischer Fußballspieler auf der Position eines Stürmers.

## Leben

### Verein
Nachdem er Anfang 1944 kurzzeitig für seinen Heimatverein CS Cartaginés in der costa-ricanischen Liga gespielt hatte, wurde Jaime Meza durch die Empfehlung seines älteren Bruders Rafael im Alter von 18 Jahren von der Uníon Deportiva Moctezuma aus Orizaba in Mexiko verpflichtet, bei der sein Bruder bereits seit 1941 unter Vertrag stand. Bei Moctezuma stand Jaime Meza nachweislich in den Spielzeiten 1944/45 bis 1946/47 sowie 1948/49 unter Vertrag und erzielte in diesen 4 Spielzeiten mindestens 22 Tore in der höchsten mexikanischen Spielklasse.
Anschließend spielte Jaime Meza für den mexikanischen Verein CF Atlante sowie zum Abschluss seiner fußballerischen Laufbahn noch einmal für den CS Cartaginés.

### Nationalmannschaft
1948 gewann Meza mit der costa-ricanischen Nationalmannschaft die in Guatemala ausgetragene zentralamerikanische Fußballmeisterschaft und war mit elf Treffern der erfolgreichste Torschütze bei diesem Turnier.

### Nach dem Fußball
1955 beendete Jaime Meza seine fußballerische Laufbahn, um in der Banco Crédito Agrícola zu arbeiten, bei der er ein besseres wirtschaftliches Auskommen hatte als während seiner Zeit als Fußballprofi.

## Erfolge

### Persönlich
- Torschützenkönig der Mittelamerikanischen und Karibischen Meisterschaft: 1948

### Nationalmannschaft
- Meister Mittelamerikas und der Karibik: 1948